# Badr Achab
Badr Achab (1 de junio de 2001) es un deportista belga que compite en taekwondo.
Ganó dos medallas de bronce en el Campeonato Europeo de Taekwondo, en los años 2021 y 2022, ambas en la categoría de –74 kg.

## Palmarés internacional
| Campeonato Europeo | Campeonato Europeo       | Campeonato Europeo | Campeonato Europeo |
| Año                | Lugar                    | Medalla            | Categoría          |
| ------------------ | ------------------------ | ------------------ | ------------------ |
| 2021               | Sofía (Bulgaria)         | Medalla de bronce  | –74 kg             |
| 2022               | Mánchester (Reino Unido) | Medalla de bronce  | –74 kg             |